# Gustave Flaubert
Gustave Flaubert (Rouen, 12 de desembre de 1821 - Croisset, Canteleu (Sena Marítim), 8 de maig de 1880) fou un escriptor francès de reconeguda influència.

## Biografia
Era el quart fill d'Achille Cléophas Flaubert (1784-1846), cirurgià molt ocupat de l'hospital de Rouen, França, i d'Anne Justine (1793-1872). Dels cinc fills que va tenir la parella només ell i la seva germana petita Carolina van arribar a l'edat adulta. Va estudiar sense entusiasme al Collège Royal i després a l'institut de la seva ciutat natal, a partir de l'any 1832. El primer esdeveniment que cal tenir en compte en la seva biografia és la trobada a Trouville-sur-Mer, durant l'estiu de 1836 amb Élisa Schlésinger, per qui sentí tota la vida una profunda passió (sembla que aquesta trobada seria la base de l'escena entre Frédéric Moreau i Madame Arnoux a L'educació sentimental). Amb bona fortuna al sorteig, escapà del servei militar i emprengué, el 1841 la carrera de dret sense gaire convicció. El gener de 1844, deixa els estudis per culpa de les seves primeres crisis nervioses i, el mes de juny del mateix any, s'instal·la a Croisset (Alta Normandia), a la riba del riu Sena. En aquest període comença a escriure (narracions breus i una primera versió de L'educació sentimental). El 1846 moriren primer el seu pare i després la seva germana (dos mesos després de donar a llum: Flaubert prengué la neboda Caroline al seu càrrec). El seu pare el va deixar una fortuna valorada en 500.000 francs; des d'aquest moment va poder viure dels seus ingressos i dedicar-se completament a escriure.:15
A París assistí a la Revolució de 1848,:17 amb la qual fou molt crític. Entre maig de 1848 i setembre de 1849 redactà una primera versió de La temptació de Sant Antoni. Entre els anys 1849 i 1852 feu un llarg viatge a l'Orient amb Maxime du Camp, en el transcurs del qual visita, entre altres indrets, Egipte, Jerusalem, Istanbul i Itàlia. A més dels viatges, era un home esportista: practicava la natació, l'esgrima, l'equitació i la cacera.
A l'estiu de 1851, Flaubert emprengué la redacció de Madame Bovary, la qual s'allargà durant 56 mesos. No obstant això, durant el Segon Imperi, freqüentà els salons parisencs més influents, com el de Madame de Loynes (de qui es va enamorar) on conegué, per exemple, George Sand. Des de l'octubre de 1856 publicà Madame Bovary com fulletó a la Revue de Paris i l'abril de 1857 surt com a llibre, cosa que generà un procés amb l'acusació d'atemptar contra la moral. Flaubert va ser exculpat, a diferència de Baudelaire, que fou perseguit pel mateix tribunal i per les mateixes raons amb motiu del recull de poesia Les Fleurs du Mal, també publicat el 1857. En publicar-se Madame Bovary, s'inicià la correspondència entre Flaubert i Marie-Sophie Leroyer de Chantepie, una dona de lletres resident a Angers i dedicada als pobres.
L'1 de setembre de 1857, Flaubert es posà a escriure Salammbô i, per a fer-ho, viatja a Cartago entre abril i juny de 1858 per documentar-se. La novel·la es publicà el 1862. El 1864, començà la redacció de L'educació sentimental, que es publicà el novembre de 1869. El 6 d'abril de 1872, morí la mare de l'escriptor. En aquesta època, patí problemes financers i de salut, per causa de malalties nervioses. Tanmateix, publicà, el 1874, La temptació de Sant Antoni. La producció literària continuà amb Tres contes l'abril de 1877 ("Un cor simple", "La llegenda de Sant Julià l'Hospitaler" i "Herodias").
De 1877 a 1880, escrigué Bouvard i Pécuchet, que havia encetat el 1872-1874. Per desgràcia, la mort se l'endugué el 8 de maig de 1880, a Canteleu, al petit poblet anomenat Croisset. Bouvard i Pécuchet es publicà, de tota manera, pòstumament el 1881.

## Vida personal
De 1846 a 1854, Flaubert va mantenir una relació amb la poeta Louise Colet ; les seves cartes a ella han sobreviscut. Després de deixar París, va tornar a Croisset, prop del Sena, prop de Rouen, i hi va viure la resta de la seva vida. No obstant això, va fer visites ocasionals a París i Anglaterra, on sembla que tenia una amant.
Políticament, Flaubert es va descriure com un «vell vell romàntic i liberal» ('vieille ganache romantique et libérale'), un «liberal enfurismat» ('libéral enragé'), un odiador de tot despotisme i algú que celebrava totes les protestes de l'individu contra el poder i els monopolis.
Amb el seu amic de tota la vida Maxime Du Camp, va viatjar a la Bretanya el 1846. El 1849–50 va fer un llarg viatge a l'Orient Mitjà, visitant Grècia i Egipte. A Beirut va contreure sífilis. Va passar cinc setmanes a Istanbul el 1850. Va visitar Cartago el 1858 per dur a terme investigacions per a la seva novel·la Salambó.
Flaubert mai es va casar i mai va tenir fills. La seva raó per no tenir fills es revela en una carta que va enviar a Colet, datada l'11 de desembre de 1852. En ella va revelar que s'oposava al part, dient que «no transmetria a ningú els agreujaments i la desgràcia de l'existència».
Flaubert va ser molt obert sobre les seves activitats sexuals amb prostitutes en els seus escrits sobre els seus viatges. Va sospitar que un xancre al seu penis era d'una noia maronita o turca. També va tenir relacions sexuals amb prostitutes a Beirut i Egipte; en una de les seves cartes, descriu un "jove canalla marcat amb un turbant blanc".
Segons el seu biògraf Émile Faguet, la seva aventura amb Louise Colet va ser la seva única relació romàntica seriosa.
Flaubert era un treballador diligent i sovint es queixava en les seves cartes als amics de la naturalesa extenuant del seu treball. Estava proper a la seva neboda, Caroline Commanville, i tenia una estreta amistat i correspondència amb George Sand. De tant en tant va visitar coneguts parisencs, com Émile Zola, Alphonse Daudet, Ivan Turgenev i Edmond i Jules de Goncourt.
La dècada de 1870 va ser una època difícil per a Flaubert. Els soldats prussians van ocupar la seva casa durant la guerra de 1870, i la seva mare va morir el 1872. Després de la seva mort, va caure en dificultats financeres a causa dels fracassos comercials del marit de la seva neboda. Flaubert va viure amb malalties venèries la major part de la seva vida. La seva salut va decaure i va morir a Croisset d'una hemorràgia cerebral el 1880 als 58 anys. Va ser enterrat a la volta de la família al cementiri de Rouen. Un monument a ell d'Henri Chapu va ser inaugurat al museu de Rouen.
Com a spinozista devot, Flaubert va ser influenciat significativament pel pensament de Spinoza. També era panteista.

## Llegat
En la valoració del crític James Wood:
| « | Els novel·listes haurien d'agrair Flaubert com els poetes agraeixen la primavera; tot torna a començar amb ell. Realment hi ha un temps abans de Flaubert i un temps després d'ell. Flaubert va establir de manera decisiva el que la majoria de lectors i escriptors pensen com a narració realista moderna, i la seva influència és gairebé massa familiar per ser visible. Difícilment comentem de la bona prosa que afavoreixi el detall narratiu i brillant; que privilegia un alt grau de notació visual; que manté una compostura poc sentimental i sap retirar-se, com un bon valet, del comentari superflu; que jutja el bo i el dolent neutralment; que busca la veritat, fins i tot a costa de repel·lir-nos; i que les empremtes dactilars de l'autor sobre tot això són paradoxalment, traçables però no visibles. Pots trobar-ne algunes a Defoe o Austen o Balzac | » |

Com a escriptor, a part d'un estilista pur, Flaubert era gairebé a parts iguals romàntic i realista. Per això, membres de diverses escoles, especialment realistes i formalistes, han traçat els seus orígens en la seva obra. L'exactitud amb què adapta les seves expressions al seu propòsit es veu en totes les parts de la seva obra, especialment en els retrats que dibuixa de les figures dels seus principals romanços. El grau en què s'ha estès la fama de Flaubert des de la seva mort presenta un capítol interessant de la història literària en si mateixa. També se li atribueix la difusió de la popularitat del color Tuscany Cypress, un color esmentat sovint a la seva obra mestra Madame Bovary.
L'estil d'escriptura prim i precís de Flaubert ha tingut una gran influència en escriptors del segle XX com Franz Kafka i JM Coetzee. Tal com va comentar Vladímir Nabókov en la seva famosa sèrie de conferències:
| « | La influència literària més gran sobre Kafka va ser la de Flaubert. Flaubert, que detestava la prosa força bonica, hauria aplaudit l'actitud de Kafka cap a la seva eina. A Kafka li agradava extreure els seus termes del llenguatge del dret i de la ciència, donant-los una mena de precisió irònica, sense intromissió dels sentiments privats de l'autor; aquest va ser exactament el mètode de Flaubert mitjançant el qual va aconseguir un efecte poètic singular. El llegat dels seus hàbits de treball es pot descriure millor, doncs, com un camí cap a una manera d'escriure més lenta i introspectiva. | » |

La publicació de Madame Bovary el 1856 va ser seguida per més d'escàndol que d'admiració; no es va entendre d'entrada que aquesta novel·la era l'inici d'una cosa nova: el retrat escrupolosament veraç de la vida. A poc a poc, aquest aspecte del seu geni va ser acceptat i va començar a expulsar tots els altres. En el moment de la seva mort, era àmpliament considerat com el realista francès més influent. Sota aquest aspecte Flaubert va exercir una influència extraordinària sobre Guy de Maupassant, Edmond de Goncourt, Alphonse Daudet i Émile Zola. Fins i tot després de la decadència de l'escola realista, Flaubert no va perdre prestigi a la comunitat literària; continua apel·lant a altres escriptors pel seu profund compromís amb els principis estètics, la seva devoció per l'estil i la seva recerca infatigable de l'expressió perfecta.
Les seves Œuvres Complètes (8 vols., 1885) es van imprimir a partir dels manuscrits originals, i incloïen, a més de les obres ja esmentades, les dues obres de teatre Le Candidat i Le Château des cœurs. Una altra edició (10 vols.) va aparèixer el 1873–85. La correspondència de Flaubert amb George Sand es va publicar el 1884 amb una introducció de Guy de Maupassant.
Ha estat admirat o escrit per gairebé totes les grans personalitats literàries del segle xx, inclosos filòsofs i sociòlegs com Michel Foucault, Roland Barthes, Pierre Bourdieu i Jean-Paul Sartre; aquest últim té un retrat parcialment psicoanalític de Flaubert a The Family Idiot que es va publicar el 1971. Georges Perec va citar L'educació sentimental com una de les seves novel·les preferides. El novel·lista peruà Mario Vargas Llosa és un altre gran admirador de Flaubert. A part de Perpetual Orgy, que es dedica exclusivament a l'art de Flaubert, es poden trobar discussions lúcides a les Cartes a un jove novel·lista de Vargas Llosa (publicada el 2003). En una conferència pública el maig de 1966 a la Kaufmann Art Gallery de Nova York, Marshall McLuhan va afirmar: «Tot el meu coneixement dels mitjans de comunicació vaig derivar de gent com Flaubert i Rimbaud i Baudelaire».

## Obra

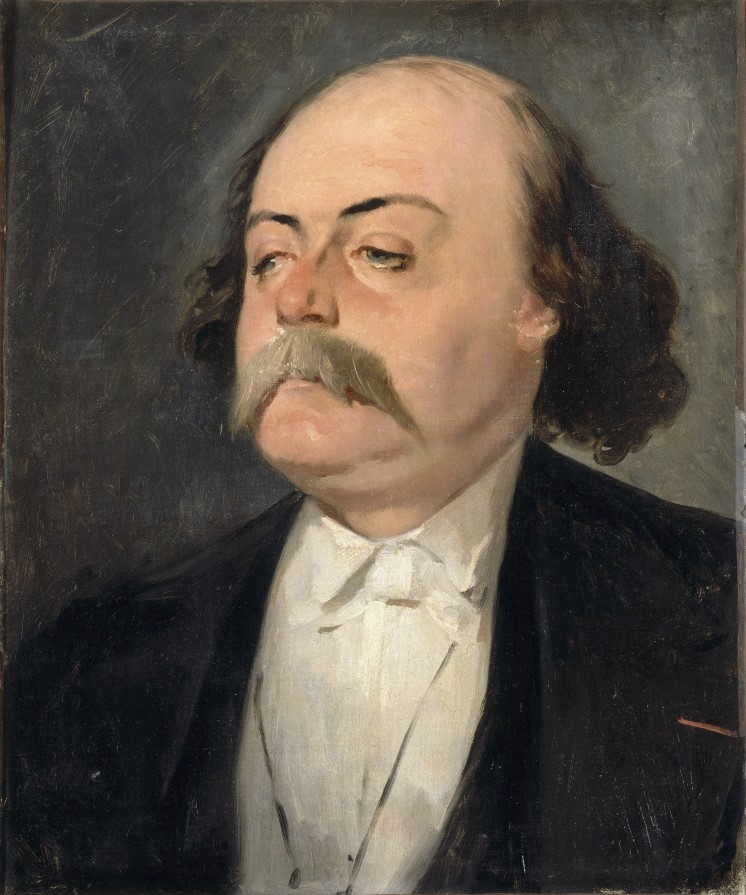
Retrat per Eugène Giraud

Flaubert és contemporani de Baudelaire i, com el poeta de Les flors del mal, ocupa una posició cabdal en la literatura del segle xix. En la seva època va ser criticat per raons morals i admirat per la força literària, avui se'ns mostra com un dels novel·listes més importants del seu temps, sobretot gràcies a Madame Bovary i L'educació sentimental. Troba el seu lloc entre la generació romàntica (Stendhal – Balzac) i la generació realista i naturalista (Zola – Maupassant, que considerava Flaubert el seu mestre). La seva àmplia correspondència amb Louise Colet, George Sand i altres resulta d'un gran interès humà i literari. Curós amb el realisme, es preocupava també de l'estètica, cosa que motivava una llarga feina d'elaboració de cada obra. Provava oralment cadascun dels seus texts.
En català, ha estat traduït, entre d'altres, per Miquel Martí i Pol, Pere Gimferrer, Ramon Xuriguera, Joan Sales, Lluís Maria Todó i Jordi Llovet.

### Obres destacades
- 1857 Madame Bovary (Traducció de Ramon Xuriguera)
- 1862 Salambó (Traducció de Jordi Llovet)
- 1869 L'educació sentimental (Traducció de Pere Gimferrer i Miquel Martí i Pol)
- 1874 La temptació de Sant Antoni
- 1877 Tres contes (Traducció de Ramon Esquerra)
- 1877 Herodies (Traducció de Josep Lozano)
- 1877 Un cor senzill (Traduccions de Maria Rosa Vallribera i de Valèria Gaillard)
- 1881 Bouvard i Pécuchet (Traducció de Jordi Llovet) (incompleta)